# North American Soccer League 1978
La temporada 1978 de la North American Soccer League (NASL) fue la 11.ª edición realizada de la  primera división del fútbol en los Estados Unidos y Canadá. Los campeones fueron los Cosmos ya que ganaron en la final del Soccer Bowl a los Tampa Bay Rowdies por 3 a 1 y quedándose con su tercera liga.

## Equipos participantes
| - California Surf (Anteriormente como los St. Louis Stars) - Chicago Sting - Colorado Caribous (Equipo nuevo) - Cosmos - Detroit Express (Equipo nuevo) - Dallas Tornado - Fort Lauderdale Strikers - Houston Hurricane (Equipo nuevo) - Los Angeles Aztecs - Memphis Rogues (Equipo nuevo) - Minnesota Kicks - New England Tea Men (Equipo nuevo) | - Oakland Stompers (Anteriormente como los Connecticut Bicentennials) - Philadelphia Fury (Equipo nuevo) - Portland Timbers - Rochester Lancers - San Diego Sockers (Anteriormente como Las Vegas Quicksilver) - San Jose Earthquakes - Seattle Sounders - Tampa Bay Rowdies - Toronto Metros-Croatia - Tulsa Roughnecks (Anteriormente como Team Hawaii) - Vancouver Whitecaps - Washington Diplomats |

## Tabla de posiciones
Sistema de puntos: 6 puntos por una victoria (después de los 90 minutos, tras los 30 minutos del tiempo extra o en los penales), ninguno por una derrota y 1 punto adicional a cualquier encuentro disputado que haya marcado hasta 3 goles en un partido.

### Conferencia Americana

#### División del este
| Pos. | Equipos                  | PJ | G  | P  | GF | GC | Dif. | Pts. |
| ---- | ------------------------ | -- | -- | -- | -- | -- | ---- | ---- |
| 1    | New England Tea Men      | 30 | 19 | 11 | 62 | 39 | +23  | 165  |
| 2    | Tampa Bay Rowdies        | 30 | 18 | 12 | 63 | 48 | +15  | 165  |
| 3    | Fort Lauderdale Strikers | 30 | 16 | 14 | 50 | 59 | -9   | 143  |
| 4    | Philadelphia Fury        | 30 | 12 | 18 | 40 | 58 | -18  | 111  |

     Clasifica a la fase final.

#### División del centro
| Pos. | Equipos           | PJ | G  | P  | GF | GC | Dif. | Pts. |
| ---- | ----------------- | -- | -- | -- | -- | -- | ---- | ---- |
| 1    | Detroit Express   | 30 | 20 | 10 | 68 | 36 | +32  | 176  |
| 2    | Chicago Sting     | 30 | 12 | 18 | 57 | 64 | -7   | 123  |
| 3    | Memphis Rogues    | 30 | 10 | 20 | 43 | 58 | -15  | 101  |
| 4    | Houston Hurricane | 30 | 10 | 20 | 37 | 61 | -24  | 96   |

     Clasifica a la fase final.

#### División del oeste
| Pos. | Equipos              | PJ | G  | P  | GF | GC | Dif. | Pts. |
| ---- | -------------------- | -- | -- | -- | -- | -- | ---- | ---- |
| 1    | San Diego Sockers    | 30 | 18 | 12 | 63 | 56 | +7   | 164  |
| 2    | California Surf      | 30 | 13 | 17 | 43 | 49 | -6   | 115  |
| 3    | Oakland Stompers     | 30 | 12 | 18 | 34 | 59 | -25  | 103  |
| 4    | San Jose Earthquakes | 30 | 8  | 22 | 36 | 81 | -45  | 83   |

     Clasifica a la fase final.

### Conferencia Nacional

#### División del este
| Pos. | Equipos                | PJ | G  | P  | GF | GC | Dif. | Pts. |
| ---- | ---------------------- | -- | -- | -- | -- | -- | ---- | ---- |
| 1    | Cosmos                 | 30 | 24 | 6  | 88 | 39 | +49  | 212  |
| 2    | Washington Diplomats   | 30 | 16 | 14 | 55 | 47 | +8   | 145  |
| 3    | Toronto Metros-Croatia | 30 | 16 | 14 | 58 | 47 | +11  | 144  |
| 4    | Rochester Lancers      | 30 | 14 | 16 | 47 | 52 | -5   | 131  |

     Clasifica a la fase final.

#### División del centro
| Pos. | Equipos           | PJ | G  | P  | GF | GC | Dif. | Pts. |
| ---- | ----------------- | -- | -- | -- | -- | -- | ---- | ---- |
| 1    | Minnesota Kicks   | 30 | 17 | 13 | 58 | 43 | +15  | 156  |
| 2    | Tulsa Roughnecks  | 30 | 15 | 15 | 49 | 46 | +3   | 132  |
| 3    | Dallas Tornado    | 30 | 14 | 16 | 51 | 53 | -2   | 131  |
| 4    | Colorado Caribous | 30 | 8  | 22 | 34 | 66 | -32  | 81   |

     Clasifica a la fase final.

#### División del oeste
| Pos. | Equipos              | PJ | G  | P  | GF | GC | Dif. | Pts. |
| ---- | -------------------- | -- | -- | -- | -- | -- | ---- | ---- |
| 1    | Vancouver Whitecaps  | 30 | 24 | 6  | 68 | 29 | +39  | 199  |
| 2    | Portland Timbers     | 30 | 20 | 10 | 50 | 36 | +14  | 167  |
| 3    | Seattle Sounders     | 30 | 15 | 15 | 50 | 45 | +5   | 138  |
| 4    | San Jose Earthquakes | 30 | 9  | 21 | 36 | 69 | -33  | 88   |

     Clasifica a la fase final.

## Postemporada
|  | Cuartos de final de conferencia | Cuartos de final de conferencia | Cuartos de final de conferencia | Cuartos de final de conferencia |       |                     | Semifinales de conferencia | Semifinales de conferencia | Semifinales de conferencia | Semifinales de conferencia |  |                          | Finales de conferencia | Finales de conferencia | Finales de conferencia | Finales de conferencia |                   |                   | Soccer Bowl       | Soccer Bowl | Soccer Bowl | Soccer Bowl |
|  |                                 |                                 |                                 |                                 |       |                     |                            |                            |                            |                            |  |                          |                        |                        |                        |                        |                   |                   |                   |             |             |             |
|  | Detroit Express                 | 1                               | -                               | -                               |       |                     |                            |                            |                            |                            |  |                          |                        |                        |                        |                        |                   |                   |                   |             |             |             |
|  | Philadelphia Fury               | 0                               | -                               | -                               |       |                     |                            |                            |                            |                            |  |                          |                        |                        |                        |                        |                   |                   |                   |             |             |             |
|  | Philadelphia Fury               | 0                               | -                               | -                               |       | Detroit Express     | 3 (2)                      | 1                          | 0                          |                            |  |                          |                        |                        |                        |                        |                   |                   |                   |             |             |             |
|  |                                 |                                 |                                 |                                 |       | Detroit Express     | 3 (2)                      | 1                          | 0                          |                            |  |                          |                        |                        |                        |                        |                   |                   |                   |             |             |             |
|  |                                 | Fort Lauderdale Strikers        | 3 (3)                           | 0                               | 1     |                     |                            |                            |                            |                            |  |                          |                        |                        |                        |                        |                   |                   |                   |             |             |             |
|  | New England Tea Men             | Fort Lauderdale Strikers        | 3 (3)                           | 0                               | 1     | 1                   | -                          | -                          |                            |                            |  |                          |                        |                        |                        |                        |                   |                   |                   |             |             |             |
|  | New England Tea Men             |                                 |                                 |                                 |       | 1                   | -                          | -                          |                            |                            |  |                          |                        |                        |                        |                        |                   |                   |                   |             |             |             |
|  | Fort Lauderdale Strikers        | 3                               | -                               | -                               |       |                     |                            |                            |                            |                            |  |                          |                        |                        |                        |                        |                   |                   |                   |             |             |             |
|  | Fort Lauderdale Strikers        | 3                               | -                               | -                               |       |                     |                            |                            |                            |                            |  | Fort Lauderdale Strikers | 3                      | 1                      | 0 (1)                  |                        |                   |                   |                   |             |             |             |
|  | Liga Americana                  |                                 |                                 |                                 |       |                     |                            |                            |                            |                            |  | Fort Lauderdale Strikers | 3                      | 1                      | 0 (1)                  |                        |                   |                   |                   |             |             |             |
|  |                                 | Tampa Bay Rowdies               | 2                               | 3                               | 0 (2) |                     |                            |                            |                            |                            |  |                          |                        |                        |                        |                        |                   |                   |                   |             |             |             |
|  | San Diego Sockers               | Tampa Bay Rowdies               | 2                               | 3                               | 0 (2) | 2                   | -                          | -                          |                            |                            |  |                          |                        |                        |                        |                        |                   |                   |                   |             |             |             |
|  | San Diego Sockers               |                                 |                                 |                                 |       | 2                   | -                          | -                          |                            |                            |  |                          |                        |                        |                        |                        |                   |                   |                   |             |             |             |
|  | California Surf                 | 1                               | -                               | -                               |       |                     |                            |                            |                            |                            |  |                          |                        |                        |                        |                        |                   |                   |                   |             |             |             |
|  | California Surf                 | 1                               | -                               | -                               |       | San Diego Sockers   | 0                          | 2                          | 0                          |                            |  |                          |                        |                        |                        |                        |                   |                   |                   |             |             |             |
|  |                                 |                                 |                                 |                                 |       | San Diego Sockers   | 0                          | 2                          | 0                          |                            |  |                          |                        |                        |                        |                        |                   |                   |                   |             |             |             |
|  |                                 | Tampa Bay Rowdies               | 1                               | 1                               | 1     |                     |                            |                            |                            |                            |  |                          |                        |                        |                        |                        |                   |                   |                   |             |             |             |
|  | Tampa Bay Rowdies               | Tampa Bay Rowdies               | 1                               | 1                               | 1     | 3                   | -                          | -                          |                            |                            |  |                          |                        |                        |                        |                        |                   |                   |                   |             |             |             |
|  | Tampa Bay Rowdies               |                                 |                                 |                                 |       | 3                   | -                          | -                          |                            |                            |  |                          |                        |                        |                        |                        |                   |                   |                   |             |             |             |
|  | Chicago Sting                   | 1                               | -                               | -                               |       |                     |                            |                            |                            |                            |  |                          |                        |                        |                        |                        |                   |                   |                   |             |             |             |
|  | Chicago Sting                   | 1                               | -                               | -                               |       |                     |                            |                            |                            |                            |  |                          |                        |                        |                        |                        | Tampa Bay Rowdies | Tampa Bay Rowdies | Tampa Bay Rowdies | 1           |             |             |
|  |                                 |                                 |                                 |                                 |       |                     |                            |                            |                            |                            |  |                          |                        |                        |                        |                        |                   | Tampa Bay Rowdies | Tampa Bay Rowdies | 1           |             |             |
|  |                                 | Cosmos                          | Cosmos                          | Cosmos                          | 3     |                     |                            |                            |                            |                            |  |                          |                        |                        |                        |                        |                   |                   |                   |             |             |             |
|  | Cosmos                          | Cosmos                          | Cosmos                          | Cosmos                          | 3     | 5                   | -                          | -                          |                            |                            |  |                          |                        |                        |                        |                        |                   |                   |                   |             |             |             |
|  | Cosmos                          |                                 |                                 |                                 |       | 5                   | -                          | -                          |                            |                            |  |                          |                        |                        |                        |                        |                   |                   |                   |             |             |             |
|  | Seattle Sounders                | 2                               | -                               | -                               |       |                     |                            |                            |                            |                            |  |                          |                        |                        |                        |                        |                   |                   |                   |             |             |             |
|  | Seattle Sounders                | 2                               | -                               | -                               |       | Cosmos              | 2                          | 4                          | 0 (2)                      |                            |  |                          |                        |                        |                        |                        |                   |                   |                   |             |             |             |
|  |                                 |                                 |                                 |                                 |       | Cosmos              | 2                          | 4                          | 0 (2)                      |                            |  |                          |                        |                        |                        |                        |                   |                   |                   |             |             |             |
|  |                                 | Minnesota Kicks                 | 9                               | 0                               | 0 (1) |                     |                            |                            |                            |                            |  |                          |                        |                        |                        |                        |                   |                   |                   |             |             |             |
|  | Minnesota Kicks                 | Minnesota Kicks                 | 9                               | 0                               | 0 (1) | 3                   | -                          | -                          |                            |                            |  |                          |                        |                        |                        |                        |                   |                   |                   |             |             |             |
|  | Minnesota Kicks                 |                                 |                                 |                                 |       | 3                   | -                          | -                          |                            |                            |  |                          |                        |                        |                        |                        |                   |                   |                   |             |             |             |
|  | Tulsa Roughnecks                | 1                               | -                               | -                               |       |                     |                            |                            |                            |                            |  |                          |                        |                        |                        |                        |                   |                   |                   |             |             |             |
|  | Tulsa Roughnecks                | 1                               | -                               | -                               |       |                     |                            |                            |                            |                            |  | Cosmos                   | 1                      | 4                      | -                      |                        |                   |                   |                   |             |             |             |
|  | Liga Nacional                   |                                 |                                 |                                 |       |                     |                            |                            |                            |                            |  | Cosmos                   | 1                      | 4                      | -                      |                        |                   |                   |                   |             |             |             |
|  |                                 | Portland Timbers                | 0                               | 0                               | -     |                     |                            |                            |                            |                            |  |                          |                        |                        |                        |                        |                   |                   |                   |             |             |             |
|  | Vancouver Whitecaps             | Portland Timbers                | 0                               | 0                               | -     | 4                   | -                          | -                          |                            |                            |  |                          |                        |                        |                        |                        |                   |                   |                   |             |             |             |
|  | Vancouver Whitecaps             |                                 |                                 |                                 |       | 4                   | -                          | -                          |                            |                            |  |                          |                        |                        |                        |                        |                   |                   |                   |             |             |             |
|  | Toronto Metros-Croatia          | 0                               | -                               | -                               |       |                     |                            |                            |                            |                            |  |                          |                        |                        |                        |                        |                   |                   |                   |             |             |             |
|  | Toronto Metros-Croatia          | 0                               | -                               | -                               |       | Vancouver Whitecaps | 0                          | 1                          | -                          |                            |  |                          |                        |                        |                        |                        |                   |                   |                   |             |             |             |
|  |                                 |                                 |                                 |                                 |       | Vancouver Whitecaps | 0                          | 1                          | -                          |                            |  |                          |                        |                        |                        |                        |                   |                   |                   |             |             |             |
|  |                                 | Portland Timbers                | 1                               | 2                               | -     |                     |                            |                            |                            |                            |  |                          |                        |                        |                        |                        |                   |                   |                   |             |             |             |
|  | Portland Timbers                | Portland Timbers                | 1                               | 2                               | -     | 2                   | -                          | -                          |                            |                            |  |                          |                        |                        |                        |                        |                   |                   |                   |             |             |             |
|  | Portland Timbers                |                                 |                                 |                                 |       | 2                   | -                          | -                          |                            |                            |  |                          |                        |                        |                        |                        |                   |                   |                   |             |             |             |
|  | Washington Diplomats            | 1                               | -                               | -                               |       |                     |                            |                            |                            |                            |  |                          |                        |                        |                        |                        |                   |                   |                   |             |             |             |

### Soccer Bowl 78'
| Soccer Bowl 1978; 27 de agosto de 1978 | Cosmos                         | 3:1 (2:0) | Tampa Bay Rowdies | Giants Stadium, East Rutherford, Nueva Jersey          |                                                        |
|                                        | Tueart 30' 76' · Chinaglia 44' |           | Mirandinha 73'    | Asistencia: 74.901 espectadores Árbitro(s): Jim Highet | Asistencia: 74.901 espectadores Árbitro(s): Jim Highet |

| Bandera de Estados Unidos    |
| Campeón Cosmos Tercer título |

## Goleadores
| Jugador           | Equipo              | Goles | Puntos |
| ----------------- | ------------------- | ----- | ------ |
| Giorgio Chinaglia | Cosmos              | 34    | 79     |
| Mike Flanagan     | New England Tea Men | 30    | 66     |
| Trevor Francis    | Detroit Express     | 22    | 54     |
| Kevin Hector      | Vancouver Whitecaps | 21    | 52     |

## Premios

### Reconocimientos individuales
- Jugador más valioso

 Mike Flanagan (New England Tea Men)
- Entrenador del año

 Tony Waiters (Vancouver Whitecaps)
- Novato del año

 Gary Etherington (Cosmos)